# Ma Songting
Ma Songting (马松亭; geb. 1895; gest. 1992) war ein chinesischer islamischer Religionsgelehrter.
Ma Songting zählt zusammen mit Wang Jingzhai 王静斋 (1879–1949), Da Pusheng 达浦生 (1874–1965) und Ha Decheng 哈德成 (1888–1943) zu den Vier großen Akhunds (Si da ahong 四大阿訇 – Religionsgelehrten des Islam) des modernen China.
Er war der Mitgründer einer modernen muslimischen Lehrerbildungsanstalt in China, die als eine der ersten ihrer Art gilt. Sie kombinierte in ihrem Curriculum Ideen der muslimischen Erweckung und des chinesischen Modernismus: 1925 gründeten Ma Songting und Tang Kesan in Jinan, Provinz Shandong, die Lehrerbildungsanstalt Chengda Shifan Xuexiao. Diese wurde 1929 nach Peking (früher: Beiping) verlegt.
Ma Jinpeng (1913–2001) war einer seiner Schüler.